# Gunther de Merseburg
Gunther (d. 13 iulie 982) a fost margraf de Merseburg de la 965 până la moarte, moment în care Marca de Merseburg a fost unită cu Marca de Meissen.
Gunther a făcut parte din nobila familie a Ekkehardingilor, prima dată menționată în jurul Naumburgului, fapt care poate marca o conexiune cu Dinastia Ottoniană. În 962 Gunther a fost menționat ca margraf în nou creata dieceză de Magdeburg, alături de contele Wigger de Bilstein și de margraful Wigbert de Meissen.
El a fost numit la conducerea nou createi mărci de Merseburg de către împăratul Otto I "cel Mare", ca urmare a morții margrafului Gero "cel Mare" în 965, moment din care Marca lui Gero a fost divizată în mai multe părți. Întemeierea mărcii a fost urmată de cea a diecezei de Merseburg, sub episcopul Boso, în 968.
Gunther l-a susținut pe ducele Henric al II-lea "cel Certăreț" de Bavaria în revolta acestuia împotriva împăratului Otto al II-lea și ca urmare a fost deposedat de stăpânirea asupra mărcii și alungat în 976, în vreme ce marca a trecut în posesia lui Thietmar de Meissen. Cu toate acestea, Gunther s-a reconciliat cu Otto al II-lea, iar după moartea lui Thietmar din 979 a fost reinstalat ca margraf.
El s-a raliat lui Otto atunci când acesta a înbtreprins campania din Calabria din 979, murind în Italia, în bătălia de la Stilo desfășurată împotriva sarazinilor. Gunther a fost succedat de către Rikdag de Meissen, care cu acea ocazie a adus mărcile de Meissen, Merseburg și Zeitz sub o conducere unică.
Potrivit cronicarului Thietmar de Merseburg, Gunther s-ar fi căsătorit cu Dobrawa, fiica ducelui Boleslau I "cel Crud" de Boemia și fostă soție a regelui Mieszko I al Poloniei din 965. Ei au avut trei fii: Eckard I, care i-a succedat lui Rikdag ca margraf de Meissen din 985; Gunzelin de Kuckenburg, care a urmat fratelui său din 1002, și Bruno, care a apărat Meissen împotriva trupelor ducelui Boleslau I al Poloniei în 1009.